# Rheotanytarsus ceratophylli
Rheotanytarsus ceratophylli är en tvåvingeart som först beskrevs av Dejoux 1973.  Rheotanytarsus ceratophylli ingår i släktet Rheotanytarsus och familjen fjädermyggor.
Artens utbredningsområde är Senegal. Inga underarter finns listade i Catalogue of Life.